# 2487 Јухани
2487 Јухани (енгл. 2487 Juhani) је астероид главног астероидног појаса чија средња удаљеност од Сунца износи 2,396 астрономских јединица (АЈ).
Апсолутна магнитуда астероида је 13,2.
Астероид је 8. септембра 1940. године открио фински астроном Хејки Аликоски.